# Tessa Blackstone, Baroness Blackstone

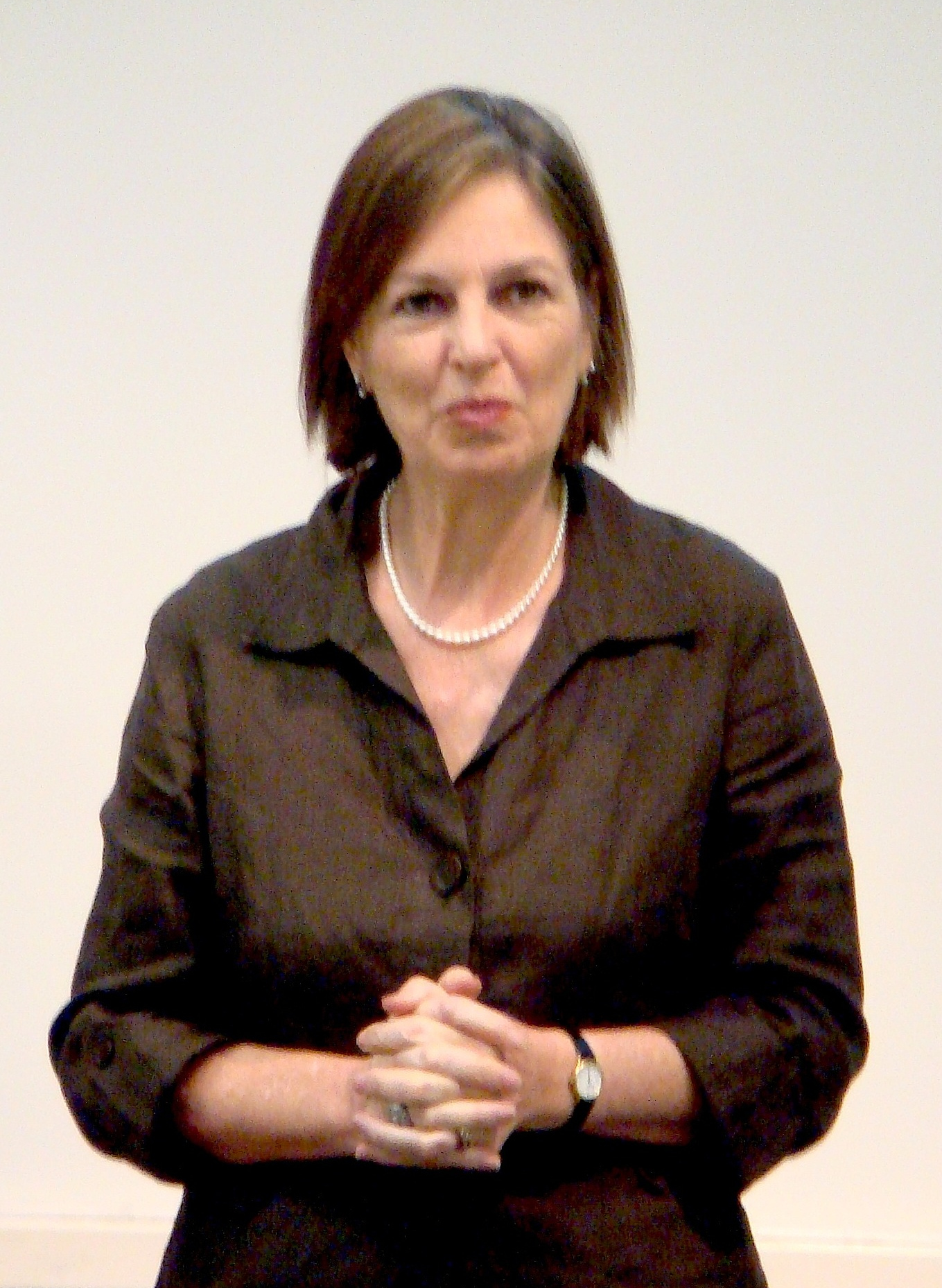
Tessa Blackstone, Baroness Blackstone (2008)

Tessa Ann Vosper Blackstone, Baroness Blackstone PC (* 27. September 1942) ist eine britische Politikerin (Labour Party) und Life Peer.

## Leben und Karriere
Blackstone besuchte die Ware Grammar School for Girls und die London School of Economics and Political Science, die sie mit einem Doktortitel abschloss. Ihre akademische Karriere begann am früheren Enfield College (jetzt Middlesex University), bevor sie Dozentin an der LSE und Professorin am Institute of Education der University of London wurde.
Blackstone wurde 1987 zum Life Peer als Baroness Blackstone, of Stoke Newington in the County of Greater London ernannt. Sie war von 1987 bis 1991 Vorsitzende des BBC General Advisory Council. Sie war Gründungsmitglied und von 1988 bis 1997 Vorsitzende des Institute for Public Policy Research.
Sie leitete das Birkbeck College, University of London für über ein Jahrzehnt als Rektorin (von 1987 bis 1997) bis zu ihrer Berufung in die Labour-Regierung.
Baroness Blackstone war 1988 bis 1996 Oppositionssprecherin für Erziehung und Wissenschaft und von 1990 bis 1991 für Finanzfragen. Von 1990 bis 1992 amtierte sie als Leitende Oppositionssprecherin für Erziehung und Naturwissenschaft. 1992 bis 1996 war sie Oppositionssprecherin für Handel und Industrie. Von 1992 bis 1997 übte sie die Funktion der Leitenden Oppositionssprecherin für auswärtige Angelegenheiten aus. 1997 bis 2001 war sie Staatsministerin für Erziehung und Beschäftigung. Sie war außerdem Staatsministerin für Künste von 2001 bis 2003.

## Veröffentlichungen
- Disadvantage and Education mit Jo Mortimore (Heinemann, 1982)
- Race Relations in Britain mit Bhikhu Parekh und Peter Saunders (Routledge, 1997)
- Tessa Blackstone: The State of the Nation: The Political Legacy of Aneurin Bevan. Hrsg.: Geoffrey Goodman. Gollancz, London 1997, ISBN 0-575-06308-4, The Boy Who Threw an Inkwell: Bevan and Education, S. 156–178.